# Associação Naval 1º Maio
El Associação Naval 1º Maio fue un equipo de fútbol portugués de Figueira da Foz. Llegó a jugar en la Primera División de Portugal entre 2005 y 2011, cuando descendió a la Liga de Honra. Debido a los graves problemas económicos que sufría tuvo que dejar la competición en 2017, cuando competía en la tercera división del fútbol portugués.

## Historia
El Naval es un club que juega en Figueira da Foz y que fue fundado el 1 de mayo de 1893, sucediendo a la antigua Naval Asociación Figueirense. Su nombre proviene de la raíz eminentemente de trabajo que siempre ha sido dueño del club. En su fase inicial, el club estaba dirigido a los deportes acuáticos.
En sus primeros años, el Naval, consiguió grandes éxitos en remo. El Naval comenzó a extenderse y creó secciones deportivas en gimnasia, natación, baloncesto, lucha grecorromana, entre otras secciones. En este momento fue cuando se creó la sección de fútbol. La Asociación 1.º de Mayo Naval es la cuarta más antigua de Portugal, con 125 años de historia. Gran parte de la propiedad desapareció en un incendio, el 4 de julio de 1997, donde desaparecieron casi 105 años de historia. Después el club se marchó a su actual estadio, el Municipal José Bento Bessoa. Tras varios años en la Liga de Honra, el club ascendió a la Primera División Portuguesa en el 2005 tras quedar segundo por detrás del FC Paços de Ferreira. En su primera temporada acabó en 13.ª posición pero finalmente acabó en 12.ª posición debido al Caso Mateus en el que estaba involucrado el Gil Vicente FC y el  Belenenses. En los siguientes años el club se mantuvo entre la 11.ª y la 13.ª plaza y alcanzó los cuartos de final en dos ocasiones de la Taça de Portugal. En la temporada 2009/10 el club quedó en octava posición liderado por un gran Augusto Inácio y llegó a semifinales de la Taça de Portugal. El Naval volvió a la Liga de Honra al final de la temporada 2010/11. A partir de aquí enlazó otros descensos.
En 2017 renunció a seguir compitiendo, debido a los graves problemas económicos que sufría la entidad.

## Uniforme
- Uniforme titular: Camiseta blanca con rayas horizontales verdes, pantalón y medias blancas.
- Uniforme alternativo: Camiseta dorada, pantalón verde, medias doradas.

## Jugadores

### Jugadores destacados

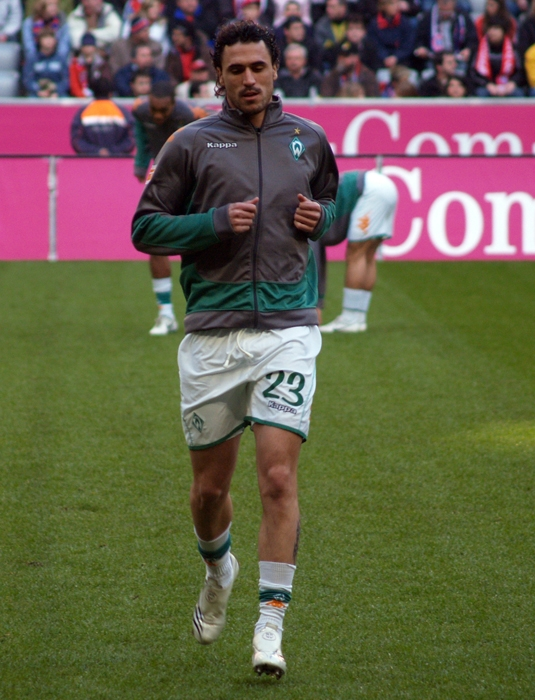
Hugo Almeida jugó en los equipos juveniles del Naval por varios años antes de fichar para el Porto.

- Henrique Hilário
- Mário Sérgio
- João Fajardo
- Hugo Almeida
- Pedro Taborda
- Wender
- Marcelinho
- Leandro Tatu
- Fernando
- Nei
- Sekou Baradji
- Nicolas Godemèche
- Alexandre Hauw
- Romuald Peiser
- Jérémy Sopalski
- Damien Tixier
- Wandeir
- Edivaldo Rojas Hermoza
- Mamary Traoré
- Nabil Baha
- Hamid Rhanem
- Abiodun Agunbiade